# Storenomorpha paguma
Storenomorpha paguma är en spindelart som beskrevs av Cristian J. Grismado och Ramírez 2004. Storenomorpha paguma ingår i släktet Storenomorpha och familjen Zodariidae.
Artens utbredningsområde är Vietnam. Inga underarter finns listade i Catalogue of Life.